# Stadtmühle Annaburg
Die Stadtmühle Annaburg wurde auf Erlass des damaligen Sächsischen Kurfürsten August I. im Jahre 1578 am Neugraben in Annaburg errichtet.

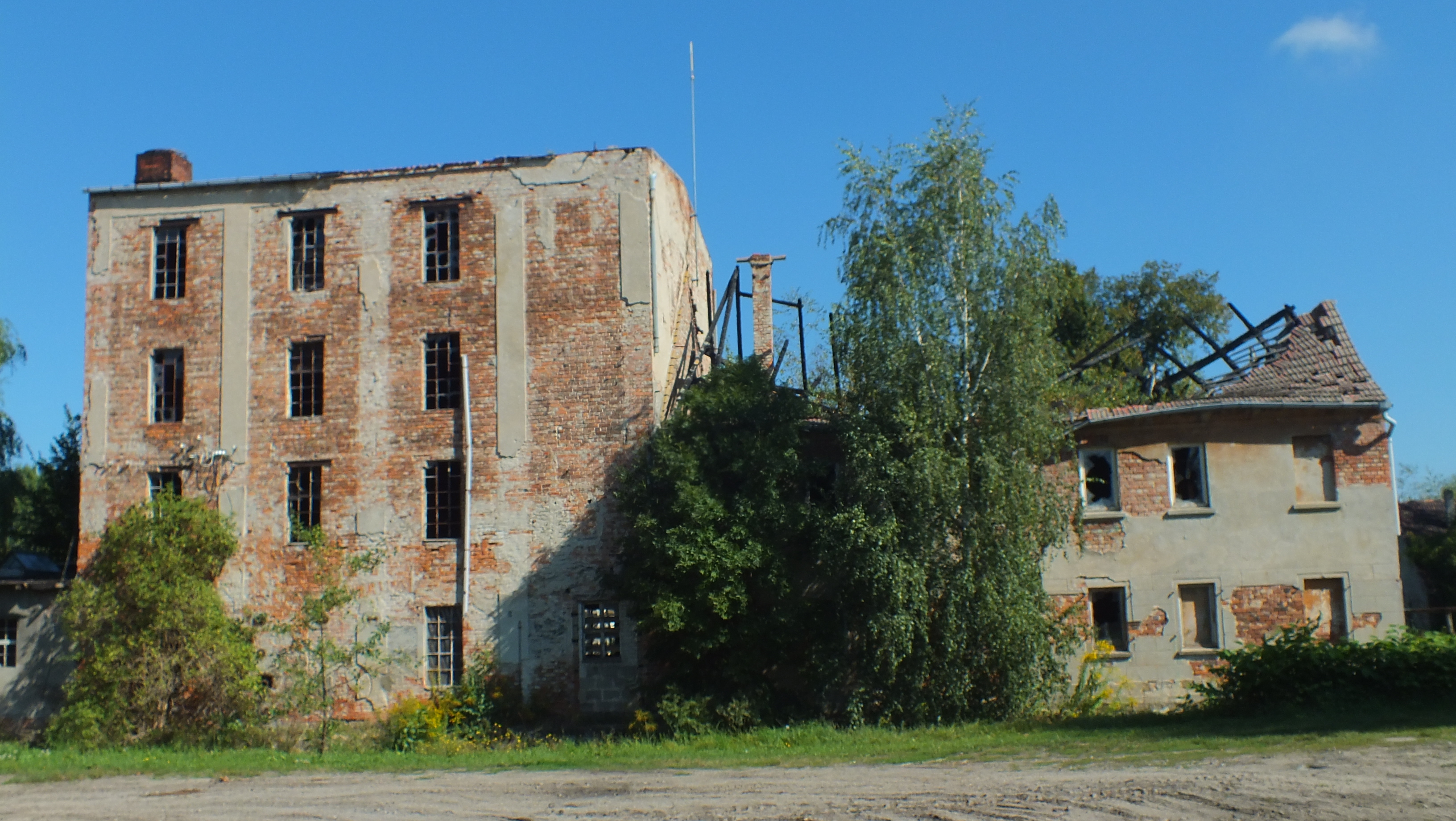
Stadtmühle Annaburg 2013

## Geschichte
Die damalige kurfürstliche Amtsmühle wurde bereits ein Jahr nach der Fertigstellung des Neugrabens mit zwei Mahlgängen und einer Schneidemühle errichtet. Als erster Müller wird ein Michel Zimmermann genannt. Nach einem Verkauf an die Familie Hollfeld verblieb sie bis ins Jahr 1850 im Besitz dieser Familie. Die Mühle brannte mehrmals ab. So unter anderem in den Jahren 1733 und 1838. Ab dem Jahr 1886 war Ernst Klausenitzer Eigentümer der Mühle. Bereits zehn Jahre später musste die Mühle nach einem Brand abermals neu aufgebaut werden. Mit diesem Neuaufbau wurde, aufgrund der nachlassenden Wasserkraft, der Einbau einer Francisturbine verbunden. Nach einem Kurzschluss brannte das Mühlengebäude am 26. September 1929 erneut ab. Nach dem Wiederaufbau kaufte Paul Politz aus Halle Grundstück und Mühlengebäude. Nach dem Zweiten Weltkrieg wurde dieser enteignet und die Stadt Annaburg übernahm die Rechtsnachfolge. Ab dem Jahr 1955 wurden die Gebäude als Verwaltungsgebäude der damaligen LPG und zur Futtermittelherstellung genutzt. Nach der Politischen Wende wurden die Gebäude beräumt und die Einrichtung teilweise demontiert. Das Grundstück, die Mühle und das dazugehörige Wohnhaus wurden im Anschluss durch die Treuhand verwaltet. Diese verkaufte das Anwesen im Jahr 2002. Im Jahr 2006 wurden Teile der Mühle durch einen Brand zerstört.